# Chapicuy
Chapicuy és una localitat de l'Uruguai, ubicada al nord-oest del departament de Paysandú.
Es troba 12 metres sobre el nivell del mar.

## Població
D'acord amb les dades del cens de 2004, Chapicuy tenia 637 habitants.
| Any  | Població |
| ---- | -------- |
| 1963 | 162      |
| 1975 | 113      |
| 1985 | 196      |
| 1996 | 448      |
| 2004 | 637      |

Font: Institut Nacional d'Estadística de l'Uruguai